# Coup d'État de 1982 au Bangladesh
Le coup d'État de 1982 au Bangladesh a renversé le gouvernement civil dirigé par le président du Bangladesh Abdus Sattar et porté au pouvoir le chef d'état-major de l'armée du Bangladesh, le général Hussain Muhammad Ershad. Après avoir d'abord occupé le poste d'administrateur en chef de la loi martiale, M. Ershad a assumé le poste de président en 1983 et a gouverné jusqu'en 1990.

## Contexte
Après son indépendance en 1971, le Bangladesh a connu une série de coups d'État militaires, à commencer par l'assassinat du président Sheikh Mujibur Rahman, le 15 août 1975, par un groupe d'officiers de l'armée, qui a installé Khondaker Mostaq Ahmad comme président. Le régime de Khondaker Mostaq a été renversé le 3 novembre de la même année par des officiers pro-Mujib dirigés par le Brigadier Khaled Mosharraf et le Colonel Shafaat Jamil. Un contre-coup, le 7 novembre, a porté au pouvoir le général de division Ziaur Rahman, chef de l'armée. En 1977, Ziaur Rahman a assumé le poste de président et a remis le poste de chef de l'armée au lieutenant général Hussain Muhammad Ershad. Ziaur a formé le Parti nationaliste bangladais (BNP) et a tenté de rétablir la démocratie au Bangladesh, mais en 1981, il a été assassiné par un groupe d'officiers de l'armée sous la direction du général Mohammad Abdul Monjur. Bien que l'on craignait que l'armée ne s'empare à nouveau du pouvoir, le chef de l'armée Ershad resta fidèle au successeur civil de Ziaur Rahman, le vice-président Abdus Sattar, et écrasa la tentative de coup d'État menée par Monjur. Sattar est devenu le candidat présidentiel du BNP aux élections de 1982, qu'il a remportées.

## Causes
Avec la mort de Ziaur Rahman, qui était lui-même général de l'armée, l'armée bangladaise a perdu un protecteur et le contact étroit et l'influence politique qu'elle avait eus avec le président,,. Dès son arrivée au pouvoir, Sattar, un ancien juge sans formation militaire, a annoncé que le rôle de l'armée était strictement de protéger le territoire et les frontières du pays. Le chef d'état-major de l'armée, Ershad, a fait pression sur le gouvernement du Sattar pour qu'il concède un rôle accru aux militaires au sein du gouvernement, menaçant de prendre le pouvoir si ses demandes n'étaient pas satisfaites,. La position de Sattar a également été menacée par les contestations de ses dirigeants par diverses factions au sein du BNP et par des partis politiques d'opposition tels que la Ligue Awami. Face à la pression croissante, Sattar a concédé l'exigence des militaires de créer un conseil de sécurité nationale avec les chefs militaires ayant l'autorité de superviser les politiques de défense et de sécurité nationales,. Il a également licencié le vice-président Mirza Nurul Hada sous la pression d'Ershad. Toutefois, il a tenté de réaffirmer sa position en relevant un certain nombre d'officiers militaires de leurs postes gouvernementaux et en les renvoyant dans leurs unités. Cela s'est avéré être une provocation pour Ershad et les autres chefs.

## Coup
Le 24 mars 1982, les troupes fidèles au lieutenant-général Ershad ont forcé le président Abdus Sattar et le vice-président à démissionner. Ershad a imposé la loi martiale et s'est déclaré l'administrateur en chef de la celle-ci,. Il a nommé les chefs de la marine et de l'armée de l'air comme administrateurs en chef adjoint de la loi martiale. Il a également suspendu les droits civils fondamentaux et la Constitution du Bangladesh, mais ne l'a pas abrogée. Trois jours après le coup d'État, le juge de la Cour suprême de justice du Bangladesh, A. F. M. Ahsanuddin Chowdhury, a été nommée présidente par Ershad, qui a également pris le titre de président du Conseil des ministres. Ershad a déclaré qu'il avait entrepris le coup d'État pour sauver le pays de la corruption et de l'inefficacité du gouvernement dirigé par le BNP,. Le Parlement du Bangladesh a été dissous et tous les partis politiques ont été interdits. Plusieurs centaines de politiciens ont été arrêtés pour corruption. En 1983, Ershad a pris la présidence du Bangladesh.

## Septième amendement
Lors des élections législatives de 1986 (en), le parti Jatiya, fondé par Ershad au début de l'année, a obtenu la majorité absolue alors même que les partis politiques de l'opposition boycottaient les élections. Ershad a utilisé la majorité de son parti pour adopter le septième amendement à la Constitution du Bangladesh, qui a légitimé le coup d'État de 1982, son accession au pouvoir et son règne de la loi martiale,,. L'amendement a également ratifié les décrets de la loi martiale et les actions du gouvernement,.
En 2010, la Haute Cour de la Cour suprême du Bangladesh a officiellement annulé le septième amendement et déclaré illégal le coup d'État et la loi martiale d'Ershad,. Le verdict a déclaré que la Constitution du Bangladesh ne pouvait pas être subordonnée à la loi martiale et n'autorisait aucune suspension temporaire de la Constitution elle-même. La Cour suprême a nommé Ershad ainsi que Ziaur Rahman et Khondaker Mostaq Ahmad « usurpateurs » du pouvoir des gouvernements légitimes. La Cour suprême a également déclaré que le gouvernement et le parlement pourraient décider s'ils doivent ou non prendre des mesures contre Ershad pour l'usurpation illégale et adopter une loi pour permettre un procès et prévenir toute usurpation future.